# Linda Grant
Linda Grant född 15 februari 1951, är en brittisk journalist och romanförfattare. 

## Biografi
Grant föddes i Liverpool som dotter till en rysk och en polsk immigrant. 
Hon studerade vid The Belvedere Academy, läste engelska vid University of York (1972 till 1975), senare även vid McMaster University i Kanada och därefter vid Simon Fraser University.
1985 återvände hon till Storbritannien och arbetade som journalist för The Guardian. Hon gav ut sin första bok, en fackbok, Sexing the Millennium: A Political History of the Sexual Revolution 1993. 1998 skrev hon en memoar om sin mors kamp mot sin vaskulära demens med titeln Remind Me Who I Am, Again.
Hennes andra roman, When I Lived in Modern Times vann Orangepriset. Hennes romaner har en tung förankring i hennes judiska bakgrund, familjehistoria och Liverpools historia. Hon har utvecklat ett speciellt intresse för staten Israel.

### Fackböcker
- The People on the Street, a writer's view of Israel, 2006
- Remind Me Who I Am, Again 1998
- Sexing the Millennium: A Political History of the Sexual Revolution. 1993

### Romaner
- The Clothes On Their Backs, 2008
- Still Here, 2002
- When I Lived In Modern Times, 2000
- The Cast Iron Shore, 1995

### Utgivet på svenska
- När jag levde i modern tid 2004

## Priser och utmärkelser
- Orangepriset 2000 för When I Lived In Modern Times